# Сопричастность (театр)
Московский государственный драматический театр «Сопричастность» — московский драматический театр. Основатель и художественный руководитель — актёр и режиссёр Игорь Сиренко (1990—2021).

## История
Театр создан в 1990 году при поддержке Комитета по культуре Москвы. Занимает отдельное здание с небольшой сценой и зрительным залом. Первоначально же здание не имело ни фойе, ни зрительного зала, и потребовалась серьёзная реконструкция.
Упор в деятельности театра сделан на постановку классики, однако репертуар включает в себя и современные пьесы. Также на его сцене ставятся сказки для детей.
Среди спектаклей театра — «Вишневый сад» А. П. Чеховa, «Молчанье — золото» П. Кальдерона (первая постановка в России), «Кровавая свадьба» Ф. Гарсиа Лорки, «Тот, кто получает пощечины» Л. Андреева, «Королева-мать» М. Сантанелли, «Белые розы, розовые слоны» У. Гибсона, «Фома Фомич созидает всеобщее счастье» по повести «Село Степанчиково и его обитатели» Ф. М. Достоевского и др.
В 2022 году театр Сопричастность соединился с Московским детским музыкальным театром под руководством Геннадия Чихачёва под новым общим названием «Поколение».

## Ведущие актёры
Народные артисты РСФСР
- Светлана Мизери †

Заслуженные артисты России
- Виктор Власов
- Михаил Жиров
- Мария Зимина
- Наталья Кулинкина
- Владимир Фролов
- Алексей Булатов